# Estradasphere
Estradasphere es una agrupación musical independiente originaria de Santa Cruz (California), Estados Unidos que surgió hacia fines de los 1990s. Formándose alrededor de los miembros principales Tim Smolens (bajo), Timb Harris (violín) y Jason Schimmel (guitarra), son conocidos por todo Estados Unidos y han actuado en casi 300 conciertos en 156 ubicaciones.
Estradasphere son famosos por su estilo musical ecléctico. Con frecuencia sacan inspiración de géneros como jazz, funk, tecno, música clásica, pop, metal, New Age, música latina, de los balcanes, griega y gitana, entre otros estilos. Han sido influenciados por artistas como los Beach Boys y Sleepytime Gorilla Museum, siendo comúnmente comparados con la banda Mr. Bungle. Ellos también suelen tocar temas de programas televisivos y juegos de video como Super Mario Bros.

## Historia
Hasta el 2006, Estradasphere han lanzado cuatro discos de larga duración (incluyendo un CD/DVD en vivo), un EP y un VHS que compila material antiguo de shows en vivo. El VHS ha sido relanzado en DVD con material adicional
Estradasphere fue merecedor de cierto número de elogios por su disco Buck Fever, pero hasta el momento siguen sin lograr gran éxito comercial. Al parecer, los miembros de la banda están conformes con esto y consideran que ser menos populares en el ámbito musical crea una experiencia más personal con sus fanes. Algunos seguidores de Estradasphere han mostrado su aprecio por el grupo de maneras excéntricas; Tal es el caso de un seguidor quien se llama a sí mismo "Sheepman" (Hombre oveja) y aparece en los conciertos de Estadasphere disfrazado de oveja.
Estradasphere generalmente se presenta en California, donde están radicados, pero ocasionalmente salen de gira por todo Estados Unidos y a veces el sur de Canadá. Su representante, Poco Marshall, ubicó muchos de sus primeras presentaciones en Palookaville en Santa Cruz (California).
Actualmente, Estradasphere acaba de lanzar un nuevo disco de larga duración llamado "Palace of Mirrors" a través de The End Records el 19 de septiembre de 2006. Una gira por Estados Unidos acompañará el lanzamiento del álbum.

## Miembros
Miembros actuales
- Jason Schimmel - guitarra, banjo
- Tim Smolens - bajo
- Timb Harris - violín, trompeta
- Kevin Kmetz - shamisen, guitarra
- Adam Stacey - acordeón, teclado
- Lee Smith - batería

Miembros anteriores
- David Murray - batería
- John Whooley - saxo

## Discografía
- It's Understood (LP) (2000)
- These Are The Days (VHS) (2000)
- The Silent Elk of Yesterday (EP) (2001)
- Buck Fever (LP) (2001)
- Quadropus (LP) (2003)
- Passion for Life (LP/DVD) (2004)
- These Are The Days (DVD Reedición) (2005)
- Palace of Mirrors (LP) (2006)